# Semiothisa puerata
Semiothisa puerata là một loài bướm đêm trong họ Geometridae.